# Landtagswahlkreis Dessau-Roßlau
Der Landtagswahlkreis Dessau-Roßlau (Wahlkreis 26) ist ein Landtagswahlkreis in Sachsen-Anhalt. Er umfasste zur Landtagswahl in Sachsen-Anhalt 2021 von der kreisfreien Stadt Dessau-Roßlau folgende Stadt- und Ortsteile sowie Stadtbezirke: Alten, Großkühnau, Haideburg, Innerstädtischer Bereich Mitte, Innerstädtischer Bereich Süd, Kleinkühnau, Kleutsch, Kochstedt, Mosigkau, Siedlung, Sollnitz, Süd, Törten, West, Ziebigk und Zoberberg.
Der Wahlkreis wird in der achten Legislaturperiode des Landtages von Sachsen-Anhalt von Anja Schneider vertreten, die das Direktmandat bei der Landtagswahl am 6. Juni 2021 mit 37,1 % der Erststimmen erstmals gewann. Davor vertrat Andreas Mrosek von 2016 bis zur Niederlegung des Mandats im April 2018 den Wahlkreis.

## Wahl 2021
Im Vergleich zur Landtagswahl 2016 wurde der Zuschnitt des Wahlkreises nicht verändert. Auch Name und Nummer des Wahlkreises wurden nicht geändert.
Es traten sechs Direktkandidaten an. Von den Direktkandidaten der vorhergehenden Wahl traten Robert Hartmann und Cornelia Lüddemann erneut an. Anja Schneider gewann mit 37,1 % der Erststimmen erstmals das Direktmandat. Nadine Koppehel zog über Platz 11 der Landesliste der AfD, Cornelia Lüddemann über Platz 1 der Landesliste von Bündnis 90/Die Grünen und Jörg Bernstein über Platz 6 der Landesliste der FDP in den Landtag ein.
|                    |                      | Erst- stimmen | Erst- stimmen | Zweit- stimmen | Zweit- stimmen |
| Bewerber           | Partei               | Anzahl        | %             | Anzahl         | %              |
| ------------------ | -------------------- | ------------- | ------------- | -------------- | -------------- |
| Wahlberechtigte    | Wahlberechtigte      | 41.973        | 100,0         | 41.973         | 100,0          |
| Wähler             | Wähler               | 24.577        | 58,6          | 24.577         | 58,6           |
| Ungültige Stimmen  | Ungültige Stimmen    | 486           | 2,0           | 370            | 1,5            |
| Gültige Stimmen    | Gültige Stimmen      | 24.091        | 98,0          | 24.207         | 98,5           |
| davon              |                      |               |               |                |                |
| Anja Schneider     | CDU                  | 8.927         | 37,1          | 9.847          | 40,7           |
| Nadine Koppehel    | AfD                  | 4.595         | 19,1          | 4.382          | 18,1           |
| Frank Hoffmann     | DIE LINKE            | 3.492         | 14,5          | 2.710          | 11,2           |
| Robert Hartmann    | SPD                  | 2.534         | 10,5          | 1.988          | 8,2            |
| Cornelia Lüddemann | GRÜNE                | 2.032         | 8,4           | 1.781          | 7,4            |
| Jörg Bernstein     | FDP                  | 2.511         | 10,4          | 1.750          | 7,2            |
| –                  | FREIE WÄHLER         | –             | –             | 375            | 1,5            |
| –                  | NPD                  | –             | –             | 45             | 0,2            |
| –                  | Tierschutzpartei     | –             | –             | 300            | 1,2            |
| –                  | Tierschutzallianz    | –             | –             | 68             | 0,3            |
| –                  | LKR                  | –             | –             | 5              | 0,0            |
| –                  | Die PARTEI           | –             | –             | 117            | 0,5            |
| –                  | Gartenpartei         | –             | –             | 138            | 0,6            |
| –                  | FBM                  | –             | –             | 12             | 0,0            |
| –                  | TIERSCHUTZ hier!     | –             | –             | 121            | 0,5            |
| –                  | dieBasis             | –             | –             | 295            | 1,2            |
| –                  | Klimaliste ST        | –             | –             | 18             | 0,1            |
| –                  | ÖDP                  | –             | –             | 15             | 0,1            |
| –                  | Die Humanisten       | –             | –             | 30             | 0,1            |
| –                  | Gesundheitsforschung | –             | –             | 85             | 0,4            |
| –                  | PIRATEN              | –             | –             | 95             | 0,4            |
| –                  | WiR2020              | –             | –             | 30             | 0,1            |

## Wahl 2016
Bei der Landtagswahl in Sachsen-Anhalt 2016 waren 45.038 Einwohner wahlberechtigt; die Wahlbeteiligung lag bei 63,2 %. Andreas Mrosek gewann das Direktmandat für die AfD.
| Bewerber           | Partei   | Erststimmen in % | Zweitstimmen in % |
| ------------------ | -------- | ---------------- | ----------------- |
| Jens Kolze         | CDU      | 24,9             | 28,7              |
| Ralf Schönemann    | LINKE    | 23,2             | 18,8              |
| Robert Hartmann    | SPD      | 13,0             | 10,3              |
| Cornelia Lüddemann | GRÜNE    | 6,1              | 6,5               |
| Andreas Mrosek     | AfD      | 25,5             | 22,5              |
| -                  | NPD      | -                | 2,2               |
| Jörg Schnurre      | FDP      | 7,3              | 6,1               |
| –                  | Sonstige | –                | 4,9               |

## Wahl 2011
Bei der Landtagswahl in Sachsen-Anhalt 2011 waren 48.416 Einwohner wahlberechtigt; die Wahlbeteiligung lag bei 55,8 %. Jens Kolze gewann das Direktmandat für die CDU.
| Bewerber        | Partei           | Erststimmen in % | Zweitstimmen in % |
| --------------- | ---------------- | ---------------- | ----------------- |
| Jens Kolze      | CDU              | 31,8             | 32,1              |
| Ralf Schönemann | LINKE            | 29,8             | 24,9              |
| Udo Gebhardt    | SPD              | 19,6             | 20,3              |
| Lars Kreiseler  | GRÜNE            | 6,7              | 8,9               |
| Regina Gröger   | Freie Wähler     | 6,4              | 3,4               |
| Heidrun Walde   | NPD              | 3,4              | 3,8               |
| Karl-Heinz Bock | FDP              | 2,3              | 3,1               |
| –               | Tierschutzpartei | –                | 1,4               |
| –               | Piraten          | –                | 1,3               |
| –               | SPV              | –                | 0,4               |
| –               | MLPD             | –                | 0,3               |
| –               | KPD              | –                | 0,2               |
| –               | ödp              | –                | 0,1               |

## Wahl 2006
Bei der Landtagswahl in Sachsen-Anhalt 2006 waren 51.149  Einwohner wahlberechtigt; die Wahlbeteiligung lag bei 46,3 %. Jens Kolze gewann das Direktmandat für die CDU.
| Bewerber              | Partei          | Erststimmen in % | Zweitstimmen in % |
| --------------------- | --------------- | ---------------- | ----------------- |
| Jens Kolze            | CDU             | 32,9             | 36,4              |
| Ralf Schönemann       | Die Linke       | 30,2             | 25,6              |
| Hans-Christian Sachse | SPD             | 21,3             | 20,5              |
| Siegfried Wentzkat    | FDP             | 6,7              | 6,2               |
| Ralf-Peter Weber      | GRÜNE           | 4,7              | 4,5               |
| Klaus Scholz          | –               | 2,2              | –                 |
| Harald Ebert          | Off D-STATT-DSU | 1,4              | 0,4               |
| Klaus Fuchs           | MLPD            | 0,6              | 0,4               |
| –                     | Andere          | –                | 6,1               |